# طب دواعم السن
طب اللثة أو طب دواعم السن هو اختصاص في طب الأسنان الذي يدرس دواعم الأسنان وأمراضها والظروف التي تؤثر عليها. والانسجة الداعمة تسمى دواعم السن، التي تتضمن اللثة والعَظْمُ السِّنْخِيّ ومِلاَط ورِباطُ دواعم السن. والمحترف الذي يمارس هذا الاختصاص في طب الأسنان يسمى اِخْتِصَاصِيُّ دواعم الاسنان أو اِخْتِصَاصِيُّ اللثة. طب اللثة هو اختصاص جديد في مجال طب الأسنان الذي يتعامل مع امراض الابنية الداعمة للأسنان. وفي جلسات العمل السريرية، يكون الطلاب مجهزين بمهارات تمكنهم من ممارسة أساليب مختلفة من المعالجة لمساعدة المرضى الذين يعانون من أمراض اللثة.
أصل كلمة علم أمراض النسج الداعمة هو من الكلمة الإغريقية peri والتي تعني حول ومن الكلمة odons والتي تعني سن ومن كلمة logos والتي تعني علم ليصبح المعنى في النهاية: علم ما حول السن، وباللغة العربية نفضل استعمال ترجمة علم أمراض النسج الداعمة السنية عوضا عن علم النسج الداعمة، وكما توجد ترجمة أدق هي علم أمراض النسج حول السنية.
بالنسبة لغير المختصين يشار غالبا لطبيب أمراض النسج الداعمة بطبيب اللثة، لأن اللثة هي جزء من مكونات النسج الداعمة وبالتالي هذا التعبير غير دقيق، لكنه شائع بكثرة على أي حال.
أخصائي أمراض النسج الداعمة periodontist هو طبيب أسنان تخصص في معالجة الأمراض حول السنية.
مرض النسيج الداعم هو اصابة التهابية تصيب أحد أو كل مكونات هذا النسيج (اللثة، الرباط السني السنخي، الملاط الجذري، العظم السنخي)، هذا المرض يمكنه أن يتطور بصيغة مزمنة Chronic ويظل غير ملاحظ لسنوات عدة لدى مريض، كما يمكنه أيضا أن يتطور بشكل هجومي سريع aggressvie، ويؤدي في كل الحالتين إلى خسارة تدريجية في العظم السنخي - بآلية الامتصاص - ويتبعه انحسار للثة عن جذور الأسنان (غالبا ما تكون شكوى المريض شعوره بأن أسنانه تتطاول! بينما الواقع أن لثته هي التي تنحسر) نتيجة النقص في الدعم العظمي لجذر السن، قيؤدي هذا التطور إن استمر لخسارة السن في النهاية وذلك لامتصاص السنخ الذي كان منغرسا فيه.

## أمراض اللثة
أمراض اللثة تأخذ اشكالا عديدة لكن عادة تكون نتيجة التحام لُوَيحَةٌ جُرْثُومِيَّة، أي تراكم المركب الأحمر البكتيري، والمركب الأحمر يعني مجموعة من البكتيريا التي صنفت بناء على حدة المرض التي تسببه للثة والاسنان مثل البرفيرية اللثوية وتانيرلافورسيتيا واللَّولَبِيَّةُ السِّنِّيَّة، بالاشتراك مع آلية الالتهاب المناعي لدى العائل وعوامل أخرى تؤدي إلى تحطم العظم الداعم حول الاسنان الطبيعية. إن عدم معالجة هذهِ الأمراض قد يؤدي إلى فقدان العَظْمُ السِّنْخِيّ وفقدان السن، وهو العارض المعروف حتى الآن في تسببهِ بفقدان الأسنان عند البالغين.

## التهابزراعة الأسنان
طب اللثة يتضمن أيضا زرع الأسنان والمحافظة على هذهِ التركيبات، ويشمل معالجة التهاب زراعة الاسنان؛ وهو التهاب فقدان العظم حول الأسنان المزروعة. المسبب لالتهاب زراعة الأسنان ويظن أنه شبيه جدا بالمسبب لأمراض اللثة.

## التدريب
قبل التقدم إلى أي برنامج تدريب في طب اللثة بعد التخرج، يجب اولا انهاءدرجة طب الاسنان.

### اوروبا
بالرغم من أن كل دولة أوروبية لها نظامها المستقل، الا أن المنظمة التي تجمعهم تحت مظلة واحدة (الاتحاد الاروبي لطب اللثة) لها القدرة على اعتماد برامج للدراسات العليا وفق ارشادات مخصصة. يمنح الاتحاد الاوروبي لطب اللثة شهادة التدريب المتخصص في طب اللثة ومبحث دواعم السن والزراعة في طب الاسنان لكل المرشحين الأروبيين الناجحين بعد مضي ثلاثة سنوات من التدريب الكامل في برنامج معتمد للدراسات العليا. نظم الاتحاد الاروبي لطب اللثة اجتماعات نصف سنوية حول أوروبا بعنوان طب اللثة الأوروبي حضر فيها آلاف أطباء الاسنان ومن بينهم أكثر من مائة متحدث عالمي عن طب اللثة. إن برامج الدراسات العليا المعتمدة هي: المركز الاكاديمي لطب الاسنان امستردام وجامعة برن ومستشفى جامعة ساهلجرينسكا ومعهد الدراسات العليا لتعليم طب الاسنان يونشوبينغ، وكلية لندن الجامعية؛ معهد ايستمان لطب الاسنان وجامعة لوفين الكاثوليكية وجامعة كومبلوتنسي في مدريد والجامعة العبرية في القدس في إسرائيل والتخنيون؛ معهد إسرائيل التكنولوجي في حيفا في إسرائيل وجامعة دبلن وكلية الثالوث وجامعة ستراسبورغ في فرنسا وجامعة باريس ديديرو في مستشفى روتشيلد.

### أستراليا
البرامج الاستراليه تعتمد من قبل مجلس طب الاسنان الأسترالي ومدتها ثلاثه سنوات وتعطي درجه ماجستير أو درجه دكتوراه في طب الاسنان العملي.الكلية الملكية الاستراليه لجراحي الاسنان تعطي المنح الدراسيه.

### كندا
البرامج الكنديه تعتمد من قبل لجنه الاعتماد لطب الاسنان في كندا، مدتها على الاقل ثلاثه سنوات وعاده تعطي درجه ماجستير (ماجستير علوم في طب الاسنان وماجستير في طب الاسنان)، يكون الخريجون بعدها مؤهلين لتقديم امتحانات المنح الدراسيه من الكلية الملكية لاطباء الاسنان في كندا.

### الهند
مبحث دواعم السن (اللثة) يقدم كاختصاص في طب الاسنان في الهند. حضر اخصائيواللثه برنامج الماجستير في طب جراحه الاسنان التابع لكليه طب الاسنان في الهند. بكالوريوس في طب جراحه الاسنان هو اقل مؤهل مطلوب للحصول على درجه الماجستير في طب جراحه الاسنان.

### المملكه المتحده
الجمعية البرطانيه لطب اللثة موجوده لتعزيز فن وعلم طب اللثة. اعضائها يضمون العاملين المتخصصين واخصائين طب اللثة واطباء اسنان عاميون والمستشارين والمتدربين في طب الاسنان الترميميوالاكاديميون على المستوى العملي واخصائيو صحة الاسنان والمعالجون والمتدربين المتخصصين في طب اللثة وغيرهم الكثير.
التدريب المختص في مبحث دواعم السن في المملكة المتحدة يستغرق ثلاثه سنوات كامله أو أربع سنوات (ثلاثه أيام في الأسبوع). في نهايه التدريب، يحصل المرشحون على ماجستير في طب الاسنان العملي قبل ان يكونوا على قائمه المتخصصين التي يعقدها مجلس طب الاسنان العام.

### الولايات المتحده الأمريكيه
مدة البرامج المعتمدة لاتحاد طب الاسنان الأمريكي على الاقل ثلاثه سنوات. تبعاللاكاديميه الامريكيه لطب اللثة، اخصائيو دواعم السن المدربين في الولايات المتحدة هم اخصائيون في وقاية وتشخيص ومعالجة امراض اللثة والتهاب الفم وصيانه زراعه الاسنان. الكثير من اخصائيو طب اللثة يعالجون ويشخصون امراض الفم أيضا ومبحث دواعم السن كان الأساس التاريخي لاختصاص طب الفم. بعد الانتهاء بنجاح من التدريب بعد التخرج، يكون اخصائيو اللثة مؤهلين لتقديم فحص البورد الأمريكي لطب اللثة. الانتهاء بنجاح من شهاده البورد يؤدي إلى دبلوم في البورد الأمريكي في طب اللثة.

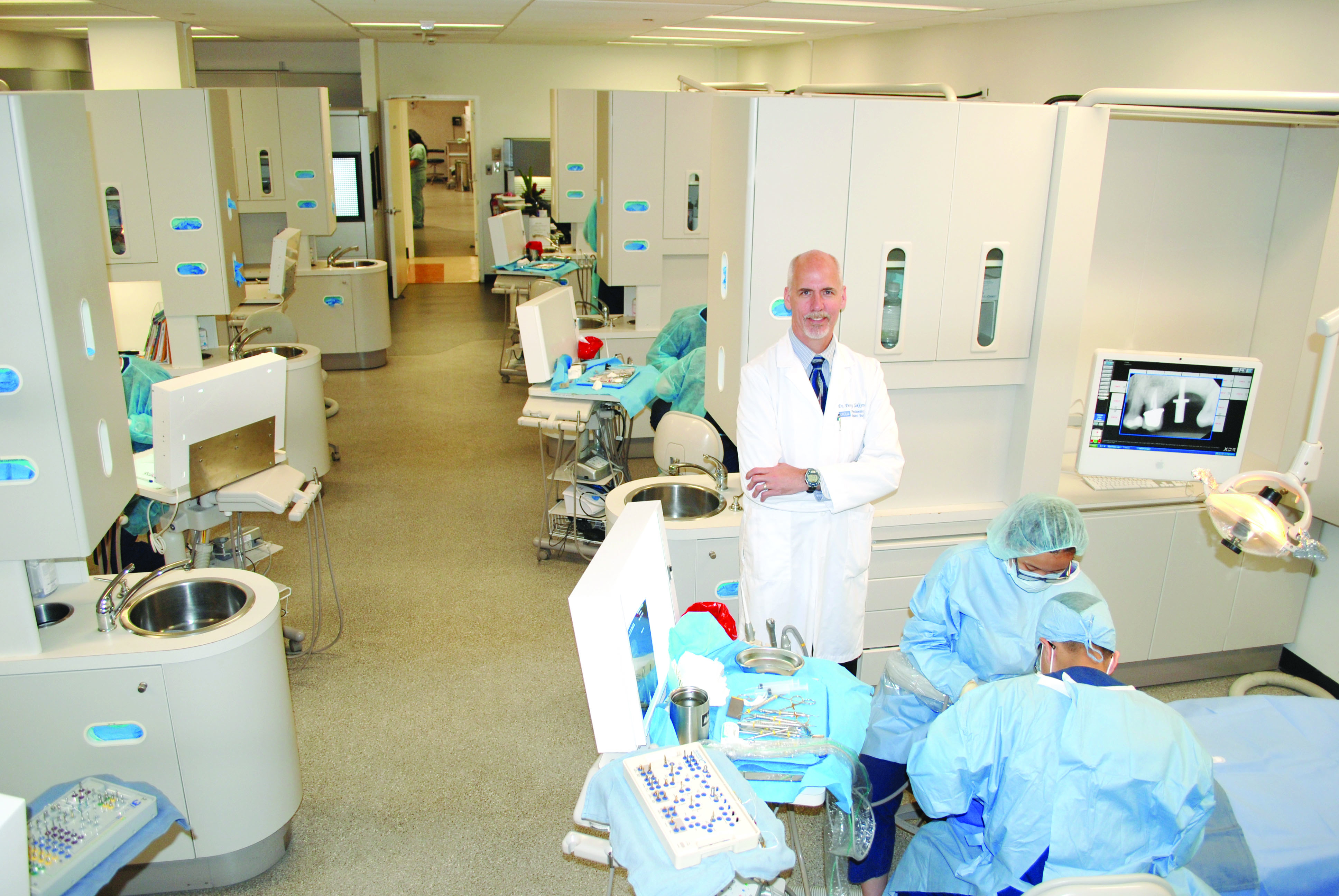
كليه طب الاسنان في جامعه كاليفورنيا، لوس انجلوس. عيادة اللثه للخريجين.

## وصلات خارجية
- American Academy of Periodontology's (AAP) article on Periodontal Disease

قالب:علم أمراض النسج الداعمة